# Alessandra Montesano
Alessandra Montesano (* 13. Juni 1998 in Casalmaggiore) ist eine italienische Ruderin.

## Karriere
Alessandra Montesano begann 2013 mit dem Rudersport und ging 2016 in Trakai gemeinsam mit Alice Rossi bei den Junioren-Europameisterschaften im Doppelzweier an den Start. Sie erreichten das A-Finale, das sie auf dem fünften Platz beendeten. Danach nahm sie in Rotterdam an den Junioren-Weltmeisterschaften teil und gehörte neben Ottavia Ravoni, Elisa Mondelli und Giulia Mignemi zur Besatzung des italienischen Doppelvierers. Sie verpassten das A-Finale und belegten im B-Finale den zweiten Platz, so dass sie den Wettbewerb auf dem achten Platz beendeten.
Im darauffolgenden Jahr nahm sie erstmals an den U23-Weltmeisterschaften 2017 teil und ging in Plowdiw für Italien im Einer an den Start. Sie konnte sich nur für das B-Finale qualifizieren und beendete es auf dem sechsten und letzten Platz. In der Endabrechnung beendete sie den Wettbewerb auf dem zwölften Platz. Im Jahr 2018 nahm sie wieder an den U23-Weltmeisterschaften teil. Gemeinsam mit Valentina Iseppi ging sie im Doppelzweier an den Start. Sie qualifizierten sich für das A-Finale, wo sie sich hinter dem britischen und dem deutschen Boot die Bronzemedaille sichern konnten. Im August starteten die beiden auch noch bei der Europameisterschaft in Glasgow. Im Fotofinish unterlagen sie mit 6/100 Sekunden dem Boot aus Litauen und verpassten mit dem vierten Platz knapp eine Medaille.
2019 startete sie zusammen mit Valentina Iseppi das erste Mal im Ruder-Weltcup. Beim zweiten Weltcup der Saison gingen die beiden als zweites italienisches Boot im Doppelzweier an den Start. Es gelang ihnen sich für das Halbfinale der Besten 12 Boote zu qualifizieren. Mit dem sechsten Platz im Halbfinale und im B-Finale belegten sie am Ende aber auch nur den 12. Platz. Anschließend wechselte sie zusammen mit Valentina Iseppi, Alessandra Patelli und Sara Bertolasi in den Vierer ohne Steuerfrau. Bei den Weltmeisterschaften in Linz/Ottensheim belegten die vier den sechsten Platz im B-Finale, was am Ende Platz 12. bedeutete. Nachdem 2020 der Großteil der Saison abgesagt wurde, gewann sie im September zusammen mit Clara Guerra bei den U23-Europameisterschaften die Silbermedaille im Doppelzweier. Anschließend startete sie zusammen mit Ludovica Serafini, Valentina Iseppi und Clara Guerra bei den Europameisterschaften im Doppelvierer. Die vier beendeten die Regatta in Posen auf dem fünften Rang. 2021 trat sie bei der Europameisterschaft im heimischen Varese wieder im Doppelvierer an. In der neu formierten Mannschaft qualifizierte sie sich zusammen mit Clara Guerra, Veronica Lisi und Stefania Gobbi für das A-Finale, wo sie erneut als Fünfte über die Ziellinie fuhren. Bei den Olympischen Spielen in Tokio belegte der italienische Doppelvierer in der Besetzung Valentina Iseppi, Alessandra Montesano, Veronica Lisi und Stefania Gobbi den vierten Platz.

## Internationale Erfolge
- 2016: 5. Platz Junioren-Europameisterschaften im Doppelzweier
- 2016: 8. Platz Junioren-Weltmeisterschaften im Doppelvierer
- 2017: 12. Platz U23-Weltmeisterschaften im Einer
- 2018: Bronzemedaille U23-Weltmeisterschaften im Doppelzweier
- 2018: 4. Platz Europameisterschaften im Doppelzweier
- 2019: 12. Platz Weltmeisterschaften im Vierer ohne Steuerfrau
- 2020: Silbermedaille U23-Europameisterschaften im Doppelzweier
- 2020: 5. Platz Europameisterschaften im Doppelvierer
- 2021: 5. Platz Europameisterschaften im Doppelvierer
- 2021: 4. Platz Olympische Spiele im Doppelvierer